# Casa Azofra
La Casa Azofra es un edificio racionalista de 1936 ubicado en la ciudad española de Córdoba.

## Historia
La casa fue un encargo del ingeniero Julián Azofra al arquitecto Enrique Tienda Pesquero, en 1935. En la construcción intervino el hermano del propietario, Ángel Azofra Herrera, quien ejerció como aparejador ayudante del arquitecto. La construcción tuvo el compromiso de tener que estar finalizada antes de diciembre de 1936 por acogerse a la ley contra el paro entonces vigente.

## Características
Se trata de una casa unifamiliar de corte racionalista situada en una gran parcela en la que entonces era una pujante zona de colonización en la sierra cordobesa. En la actualidad la extensión de la parcela se ha visto mermada, si bien esta sigue conservando los jardines que estuvieron diseñados desde el origen en coherencia con la vivienda. El emplazamiento de la casa en el centro del jardín busca manifestar su independencia de composición al no corresponderse su orientación con ninguna alineación, quedando así su visión garantizada al situarse sobre la parcela que ofrece su suelo en horizontal un par de metros por encima de la rasante. Un paseo en línea recta conduce desde una entrada en el extremo norte de la parcela hasta la casa, que no se aprecia frontalmente, y su visión queda velada por un par de palmeras.
La casa, de forma cúbica, consta de dos plantas: en la primera se encuentran el comedor, cocina, servicio y despacho, mientras que en la segunda hay cuatro dormitorios y baño. En el interior, el recorrido de la escalera, en discurso continuo en las dos plantas, ofrece la particularidad de que desde la mitad del segundo tramo sale abierta al exterior, adosada a la fachada del cubo. Las rejas, en malla de formato rectangular apaisado, y las barandillas tubulares expresan de forma clara, en coherencia con la volumetría, su adscripción a los postulados del racionalismo.